# Samuel Baldwin Rogers
Samuel Baldwin Rogers (1778 - 6 de septiembre de 1863) fue un librero, panfletista, editor, filósofo… y también un químico y metalúrgico galés. Comenzó su carrera en Chepstow al fundar una pequeña librería, antes de trabajar ocasionalmente en varias fábricas de hierro y acero en Gales. Allí adquirió cierta cultura científica y sugirió numerosos proyectos técnicos. Uno de los pocos que se llevó a cabo consistió en una mejora del horno de pudelado de Henry Cort. Este invento, si bien supuso un paso decisivo en la generalización del proceso de pudelado, no enriqueció a su inventor.

## Defensor del progreso técnico
Entusiasmado con los últimos avances técnicos, Rogers publicó una serie de folletos, la mayoría publicados en la Mining Railway and Commercial Gazette. Ya en 1815, recomendó la construcción de una red ferroviaria  de 1000 millas de longitud que interconectara Inglaterra y Gales. Más adelante propuso la construcción de una línea ferroviaria transcontinental de 10 000 millas (16 100 km) entre Londres y Cantón. Pensaba que así «las bendiciones de la civilización se extenderían por la toda la Tierra», y garantizaba un retorno de la inversión del 7 % anual. En 1845 presentó sus argumentos sobre el interés de un enorme puente ferroviario en la desembocadura del río Severn, que uniría Inglaterra y Gales.
En 1820 dejó Gales para instalarse en Londres, donde permaneció durante diez años, período en el que publicó 7 artículos anónimos en el Monmouthshire Journal. Durante los siguientes 30 años, se expresó con frecuencia de esta manera, o adoptando varios seudónimos.
En 1841, instó a los productores de carbón a construir una red de iluminación de gas «desde Cardiff a Londres, vía Gloucester» empleando un nuevo método de distribución.
Autodidacta, presentando la generalización de los últimos avances técnicos como medio de lucha contra la pobreza, la vagancia, el crimen y otras lacras de la sociedad, y sus panfletos quedaban muy lejos del lenguaje de los empresarios. A menudo les reprochaba su falta de cultura científica, que les hacía reacios a innovar. Al no tener forma de avanzar en sus ideas, todavía se le considera un pensador original.

## Aportes a la industria

### Primeros inventos sobre la producción de coque
Empleado en 1808 en el Laboratorio de Hidrógeno, mejoró allí la producción de coque y ácido sulfúrico. En 1810 desarrolló bombas hidroneumáticas para extraer gas de los hornos de coque . En 1817 estaba en la localidad galesa de Risca, donde introdujo esta modernización con la que alimentó los hornos y fraguas de la fábrica. Así mismo, su invento permitió en 1838 recuperar 5000 pies cúbicos de gas de 8 pequeños hornos de coque en una ferrería de Nantyglo, que después de ser tratados, se utilizaron para la iluminación de toda la factoría.
Tanto en sus folletos como en sus innovaciones, se esfuerza por promover los subproductos de la fabricación del coque, de los cuales enumera los componentes y sus usos. Se queja de los directores de fábrica, que se contentan con la fabricación a bajo coste de un producto de calidad mediocre, cuando la técnica permite diversificar las fuentes de ingresos y mejorar la calidad reduciendo el esfuerzo.

### Mejora del horno de pudelado
En 1820, Rodgers comenzó a escribir su obra "An Elementary Treatise in Iron Metallurgy" (Tratado Elemental de la Metalurgia del Hierro), que publicó en 1860, mientras trabajaba para la Ferrería de Nantyglo. En este libro presentaba las mejores formas de emplear los altos hornos, las preparaciones de aditivos y reactivos utilizados en la industria siderúrgica, y los métodos de captación y recuperación de los diversos gases siderúrgicos.
Es en esta fábrica de Nantyglo, pese a las reticencias de su director Crawshay Bailey, donde mejoró el horno de pudelado de Cort, equipándolo con un hogar de hierro fundido refrigerado. Al no tener los medios para patentar su invento, las compañías siderúrgicas que lo explotaron le dieron el nombre de Iron-bottom' Rogers (solera o "culo" de hierro Rodgers). Envejeciendo sin reconocimiento alguno, al menos se pudo beneficiar de la generosidad de algunos maestros del hierro, incluido Crawshay Bailey, que lo mantuvo hasta su muerte y le pagó un entierro adecuado en la iglesia de Llanfoist.